# Elena Delle Donne
Pour les articles homonymes, voir EDD.
Elena Delle Donne, née le 5 septembre 1989 à Wilmington, Delaware, est une joueuse américaine de basket-ball, qui a aussi pratiqué le volley-ball au lycée et une année en université. A l'université, elle joue pour l'equipe des Fightin' Blue Hens du Delaware de 2009 à 2013. Delle Donne est choisie a la draft 2013 par le Sky de Chicago en 2e position. En 2017, elle est échangée par le Sky et rejoint les Mystics de Washington. Delle Donne est championne WNBA en 2019 avec les Mystics.
Delle Donne a remporté deux titres de MVP de la WNBA en 2015 et 2019, Elle est la première joueuse de la WNBA à rejoindre le Club du 50-40-90. Elle est nommée dans la séléction des Meilleures joueuses des 25 ans de la WNBA en 2021.

## Biographie

### Jeunesse

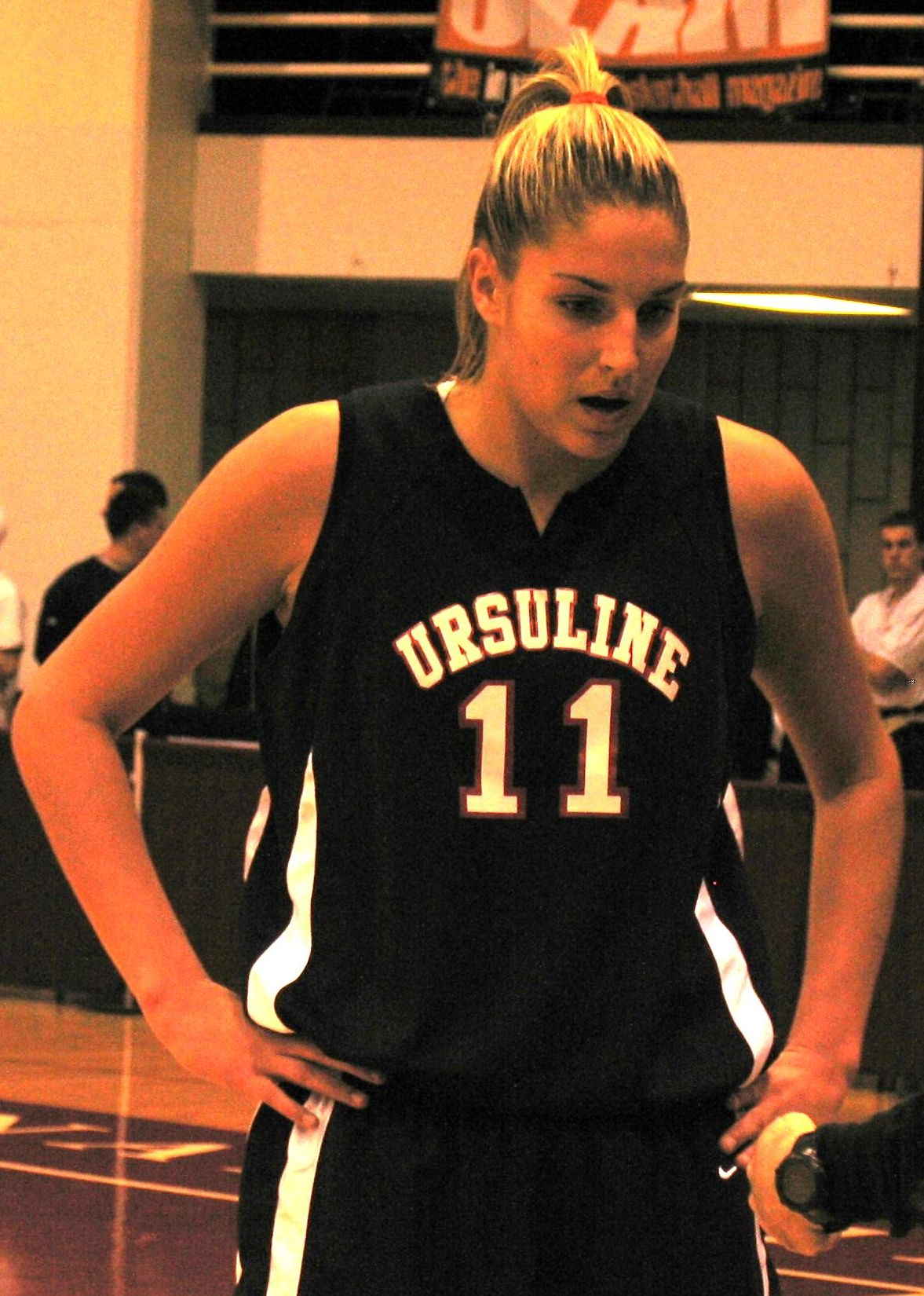
Delle Donne en tant que basketteuse au lycée.

Elle est issue d'une famille sportive. Son père a joué au basket-ball à l'Université Columbia, alors que sa mère pratiquait la natation et le tennis et son frère joue tight end en football américain à Middle Tennessee puis à Duke. Dans son enfance, elle est d'abord complexée par sa taille avant d'arriver à en faire un atout. Elle commence le basket-ball à l'âge de quatre ans suivant les pas de ses idoles : Michael Jordan et Sheryl Swoopes.
Elle est remarquée au l'Ursuline Academy, un lycée féminin de Wilmington Delaware emmenant son équipe à quatre titres de l’État (2004, 2005, 2006, et 2008), marquant 2 818 points sur ces saisons et réussissant 80 lancers francs consécutifs en 2005-2006. Elle y joue avec la meneuse Kayla Miller qui rejoint aussi Delaware après quelques mois passés à l'Université George Washington. En 2007, elle conduit Ursuline Academy au titre de l’État en volley-ball.
Delle Donne est nommée WBCA All-American. Elle participe WBCA High School All-America Game de 2007, où elle marque 17 points et est élue meilleure joueuse de l'équipe rouge.

### Carrière universitaire

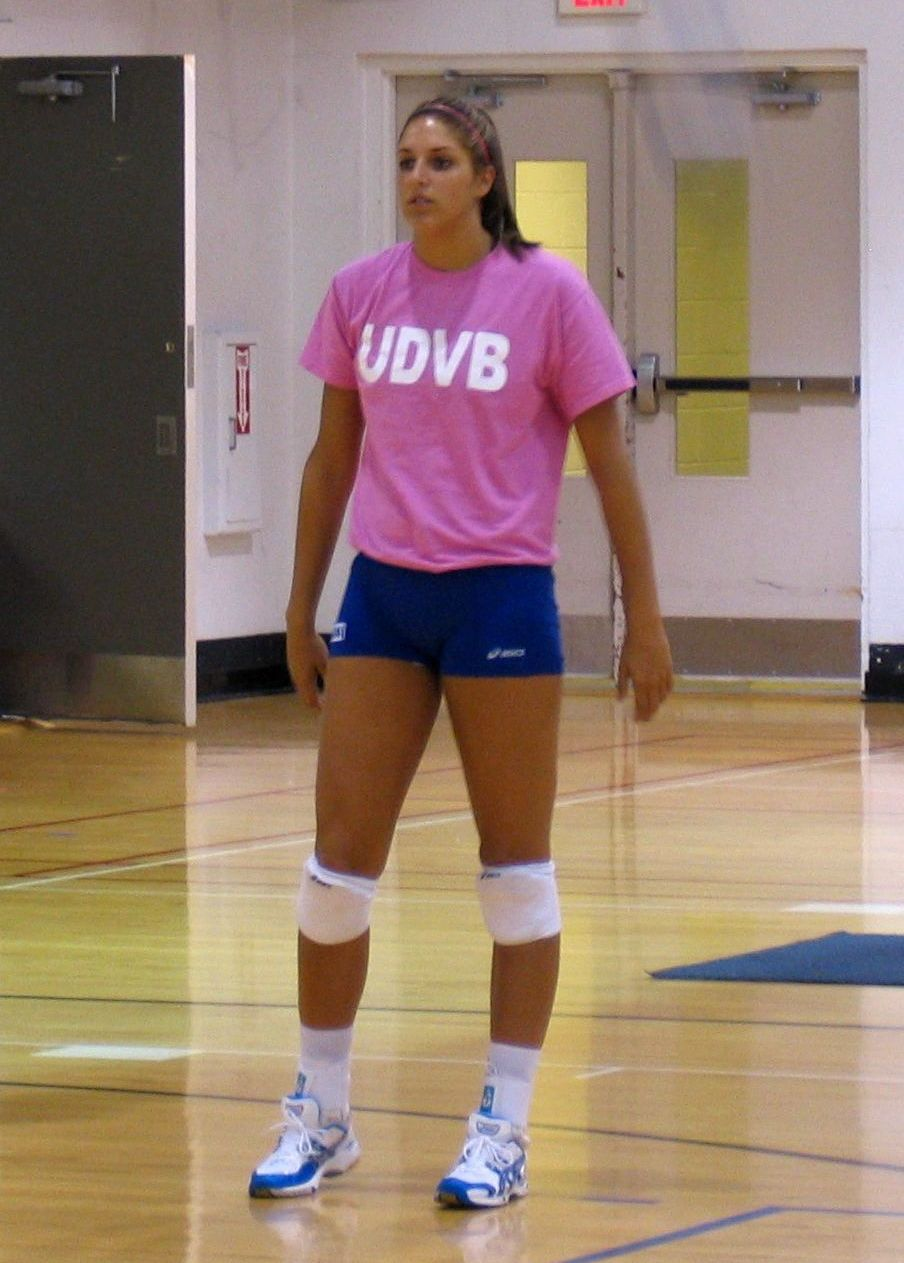
Delle Donne en tant que volleyeuse à l'université.

Après s'être engagée avec la prestigieuse équipe de basket-ball de l'Université du Connecticut, elle y renonce en août 2008 et rejoint l'Université du Delaware en NCAA pour effectuer ses études tout en restant proche de sa famille et pratiquer le volley-ball. Elle aurait souhaité ne pas s'éloigner de sa sœur handicapée Lizzie. Elle la décrit comme une source d'inspiration : « Elle est sourde et aveugle et a un handicap mental. Elle a peut-être les capacités  d'un enfant d'un ou deux ans. De plus, elle a dû subir une trentaine d’opérations chirurgicales qu'elle a toutes surmontées. Tant de docteurs ont dit qu'elle ne pourrait jamais marcher ou qu'elle n'atteindrait pas son âge actuel et elle a surpassé tous ces présages. Elle est bluffante ». Avant la saison 2007-2008, elle aussi pris un break. Delle Donne remporte le championnat DIAA de l'État en volley-ball avec Ursuline in 2007. En 2008, les Blue Hens finissent la saison avec 19 victoires pour 16 défaites et remportent le tournoi de la (Colonial Athletic Association), ce qui leur permet de rejoindre le tournoi final, mais sont battus au premier tour.

#### Freshman
Le 2 juin 2009, elle annonce sa reprise du basket-ball avec les Blue Hens. Dès son année freshman, elle bat de nombreux records de l'université (dont 66 réussites à trois points), sept rencontres à 30 points ou plus. Lors d'une défaite contre James Madison, elle marque 54 points, le plus haut total de toute la NCAA cette année-là. Elle est élue CAA's Player of the Year et Rookie of the Year pour la première fois dans la Colonial Athletic Association depuis Lucienne Berthieu à Old Dominion en 1999

#### Sophomore

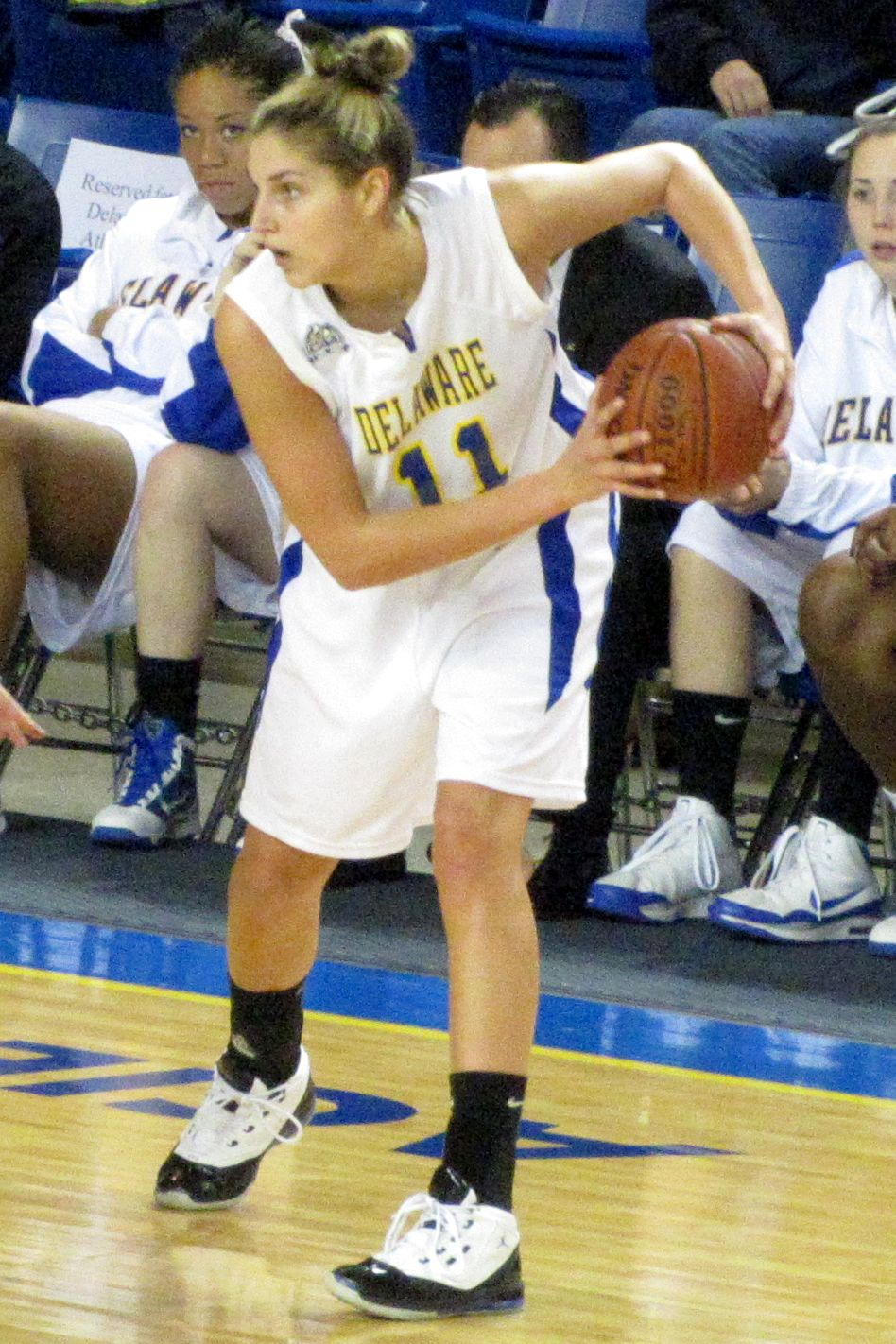
Delle Donne avec les Blue Hens.

En sophomore, elle réussit 52 lancers francs consécutifs pour une moyenne sur l'année de 94,4 % (166/177) et marque 557 points (25,3 points) en seulement 22 rencontres à cause de séquelles d'une Maladie de Lyme. À l'été 2011, elle est membre de la sélection américaine qui remporte les Mondiaux universitaires en Chine avec 15,7 points, 8,5 rebonds et 3,0 passes de moyenne. Lors de la finale remportée 101 à 66 contre Taïwan, elle inscrit 18 points à 8/14 et prend 11 rebonds pour 8 passes.

#### Junior
En junior, elle compile 28,1 points à 52 % (41 % à trois points), 10,3 rebonds de moyenne. En senior, elle manque de nouveau des rencontres à cause de la Maladie de Lyme, réussissant cependant contre Monmouth des matches pleins (30 points, 9 rebonds, 2 passes décisives, 2 contres).

#### Senior
Pour son année senior, elle devient en février 2013 la meilleure marqueuse historique de la Colonial Athletic Association, surpassant Dawn Evans, et établit également de nouveaux records CAA en tirs marqués et lancers francs réussis, surpassant Gabriela Marginean.

### Carrière professionnelle

#### Début professionnelle avec Chicago (2013-2014)
Après sa carrière universitaire, Delle Donne est avec Brittney Griner et Skylar Diggins une des grandes attractions attendues de la draft WNBA 2013. Elle décrit la WNBA comme la première étape pour atteindre son rêve d'une sélection olympique en 2016. Sa taille d'intérieure pour une mobilité et une adresse d'extérieure la rend particulière, ce qui la fait comparer tantôt à Jackie Stiles et Candace Parker, tantôt à Larry Bird, notamment pour ses capacités d'anticipation du jeu. Draftée par le Sky de Chicago, elle inscrit 22 points et 8 rebonds en 34 minutes contre sa compatriote issue de la même draft Brittney Griner, dans une victoire face au Mercury de Phoenix pour ses débuts en WNBA. Sa popularité rejaillit sur la ligue et le Sky gagne 2 000 spectateurs de plus par rencontre. Lors de son année rookie, elle acquiert un dogue allemand de grande taille (« À quatre pattes, il m'arrive à la hanche. ») qu'elle nomme Wrigley. et qui devient une des attractions de ses réseaux sociaux. Delle Donne finit en tête des votes pour le all star game 2013, c'est la première foix qu'une rookie est séléctionné dans l'histoire de la ligue. Cependant, une commotion cérébrale l'a forcée à manquer le match. En août 2013, elle réussit le panier à trois points (32 points au total) qui permet au Sky d'obtenir une prolongation - victorieuse - face au Lynx, alors en tête du championnat. Le Sky se qualifie pour la première fois de son histoire en playoffs, il remporte également le classement de la Conférence Est.
Delle Donne est nommée Rookie de l'année après avoir été élue Rookie du mois toute la saison. Elle est la première classée des rookies aux points (18,1, 4e joueuse de la ligue), à l'adresse aux lancers francs (92,9 %, meilleure joueuse de la ligue) et à trois points (43,8 %, seconde joueuse de la ligue), aux minutes jouées (31,4), la seconde aux rebonds (5,6) et aux contres (1,8, 5e de la ligue).
Le Sky accroche de justesse les play-offs, mais parvient ensuite à accéder aux Finales WNBA, remportées par le Mercury de Phoenix.

#### Premier titre de MVP (2015)

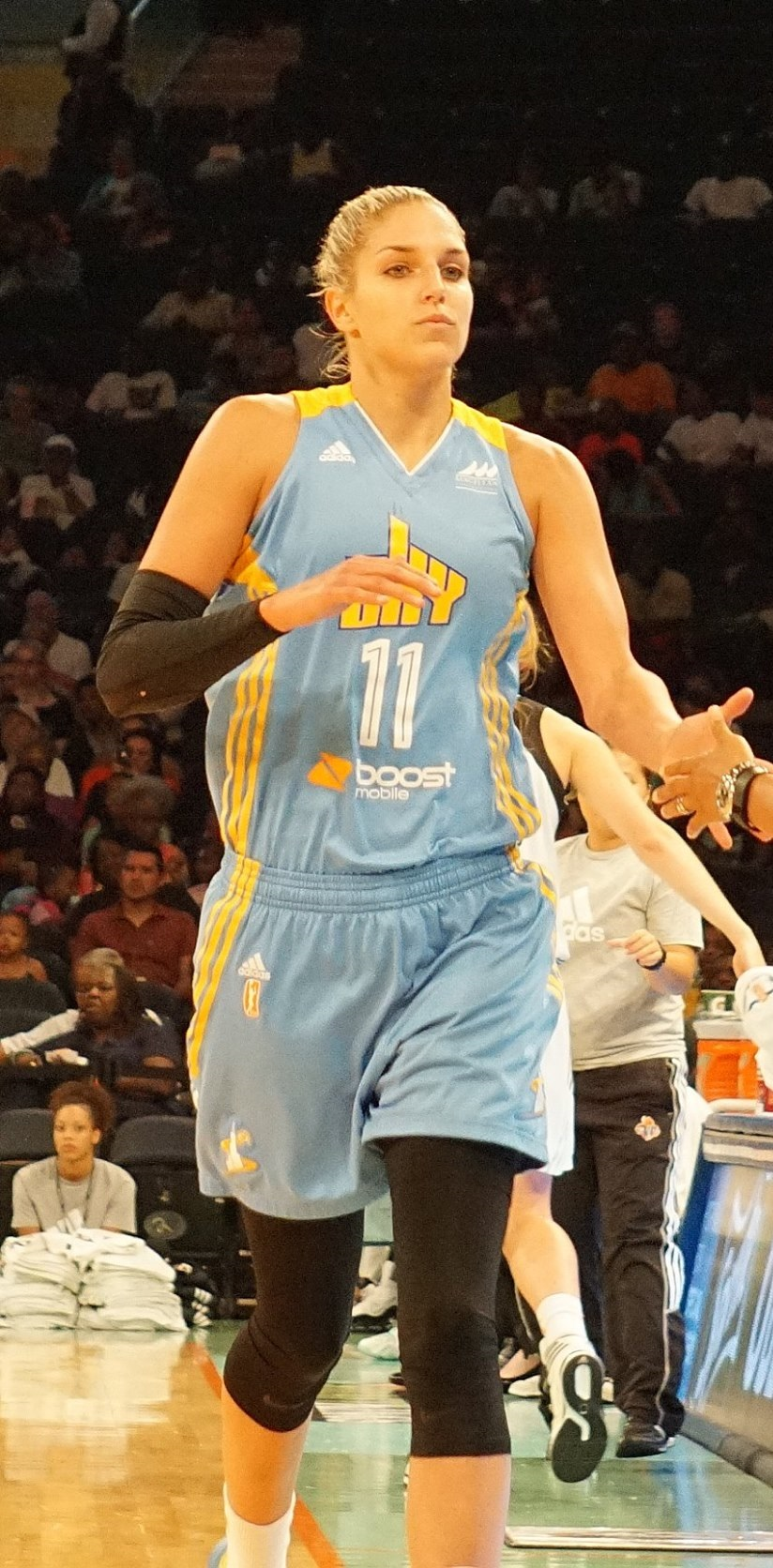
Delle Donne au Madison Square Garden en 2015.

Lors de la saison 2015, elle démarre fort avec le titre de meilleure joueuse de la semaine, son sixième accessit depuis ses débuts avec 30,5 points de moyenne en 4 rencontres (2 victoires-2 défaites), avec une pointe à 40 points (nouveau record personnel) et 9 rebonds lors d'une défaite à l'extérieur à Tulsa. Le 30 juin, elle est nommée joueuse de la semaine pour la troisième fois consécutive (la huitième de sa carrière) dans une période où ses moyennes de 28,3 points et 10,7 rebonds, respectivement les meilleurs totaux de la ligue et de la conférence avec une performance avec le 23 juin un nouveau record personnel avec 45 points inscrits lors d'une victoire en prolongation 100 à 96 face au Dream d'Atlanta, soit la sixième marque de l'histoire de la WNBA et un nouveau record de lancers francs réussis de 19, surpassant les 17 précédemment établis par Angel McCoughtry qui avait pourtant ce soir marqué 34 points, 10 rebonds, 6 passes décisives pour tenter d’empêcher la victoire du Sky. Pour juin, elle est nommée pour la seconde fois de sa carrière meilleure joueuse du mois était dans sa conférence leader aux points (28,7), aux rebonds (9,9) aux contres (2,6) et seconde à l'adresse aux lancers francs (97,8 %). Début août, elle est nommée pour la quatrième fois de la saison meilleure joueuse de la semaine, avec un bilan de 2 victoires pour 1 défaite, avec des moyennes de 23,0 points (leader de la conférence, avec 95,3 % d'adresse aux lancers francs), 1,67 contre et 6,7 rebonds. Le 24 août, elle remporte pour la cinquième fois de la saison le titre de joueuse de la semaine, période marquée par deux victoires du Sky lors desquels Delle Donne mène la conférence aux rebonds (9,0) et aux contres (3,0) et quatrième à la marque (20,0). Elle est meilleure marqueuse de la saison avec une moyenne de 23,4 points par rencontre et devient la sixième rencontre à réussir plus de 200 lancers francs en en inscrivant 207.
Meilleure marqueuse de la saison WNBA 2005 avec 23,4 points en 31 rencontres, soit la cinquième performance depuis la fondation de la WNBA, Elena Delle Donne est la première à remporter cette catégorie statistique et à être également nommée meilleure joueuse de la saison avec 385 voix (38 premières places sur 39 possibles) devançant la lauréate 2014 Maya Moore et celle de 2012 Tina Charles. Première joueuse de Chicago (21 victoires - 13 défaites) sacrée MVP, ses 8,4 rebonds par rencontre sont également la troisième marque de la ligue, complétés de 2,06 contres. Elle est aussi la première joueuse à atteindre une adresse de 95,0 % avec au moins 100 tentatives.

#### Dernière saison avec Chicago (2016)
Lors de la saison WNBA 2016, elle réussit le 5 juillet une performance de haute volée avec 38 points avec 11 tirs réussis sur 15 et un parfait 11 sur 11 aux lancers francs sans pouvoir empêcher la victoire du Lynx avec une Maya Moore également en vue avec 33 points. En juillet, elle fait la couverture du numéro annuel Body Issue de Sports Illustrated où elle pose nue. Le 18 juillet, elle est élue joueuse de la semaine pour la 11e fois de sa carrière. Sur cette période, elle est première la ligue aux points (24,7) et septième de la conférence Est aux rebonds (7,3). Elle est décisive avec 35 points et 11 rebonds et la panier de la victoire avec moins d'une seconde à jouer a face au Storm de Seattle , avec un bilan de 2 victoires pour 1 revers dans la semaine. Après la trêve olympique, elle est nommée une deuxième fois joueuse de la semaine pendant les 10 jours qui ont vu le Sky enregistrer 4 victoires sans revers et Delle Donne retrouver la place de meilleure marqueuse de la ligue avec 22,1 points par rencontre, avec 27,3 points et 7,3 rebonds de moyenne sur ces quatre rencontre, dont 34 points, 8 rebonds et 5 passes décisives lors d'une victoire 90 à 82 à domicile contre le Dream d'Atlanta.

#### Début avec les Mystics (2017-2018)
Durant l'hiver 2016-2017, elle fait part de son intention de quitter Chicago et d'être même prête à passer une année sans jouer si elle n'est pas transférée. Début février 2017, elle est échangée par le Sky avec les Mystics de Washington en échange du pivot Stefanie Dolson de l'arrière Kahleah Copper et du deuxième choix du premier tour de la draft WNBA 2017.
Lors de la saison WNBA 2018, elle est élue le 18 juin meilleure joueuse de la semaine pour la 13e fois de  sa carrière. Bien que les Mystics ne présentent qu'un bilan paritaire d'un succès et d'une défaite sur cette période, Elena Delle Donne y est meilleure marqueuse de la ligue avec 27,0 points inscrits, tout en se classant sixième de la conférence Est aux rebonds (6,5), quatrième à l'adresse (55,6 %) et deuxième aux interceptions (2,0). Sur la dernière semaine de juin, elle est de nouveau désignée meilleure joueuse de sa conférence avec deux succès des Mystics pour un seul revers. Sur cette période, elle mène la conférence pour la marque avec une moyenne de 24,7 points, se classe 2e aux rebonds (7,3) et première à égalité pour les contres (1,67). Elle est nommée meilleure joueuse du mois (pour la troisième fois de sa carrière) en juin pour la conférence Est étant meilleure marqueuse de la conférence (22,5), deuxième contreuse (1,88), sixième aux rebonds (6,8) et la meilleure de la ligue à l'adresse aux lancers francs avec 43 réussites sur 44 tentatives soit 97,7 %. Le 8 juillet, elle est meilleure joueuse de la semaine pour la troisième fois de la saison. La semaine st bouclée avec 2 victoires pour un seul revers avec une moyenne de 20,3 points, le meilleur total de la conférence, avec la dixième adresse (45,1 %). Le 13 août, elle est nommée meilleure joueuse de la semaine pour la quatrième fois de la saison, la seizième de sa carrière. Sur cette période, les Mystics enregistrent trois victoires. Elle atteint deux fois 30 points pour des moyennes sur la période de 27,7 points (première de la ligue) à 63 % de réussite (3e de la ligue) dont 57,1 % à trois points, auxquels elle ajoute 5,7 rebonds. Elle est nommée meilleure joueuse du mois d'août, pendant les Mystics remportent sept de leurs huit sorties avec pour Delle Donne la première place de la conférence aux points (20,0 avec une adresse de 53,5 % dont 44,8 % à trois points) et la neuvième aux rebonds (6,3). Elle est troisième de l'élection de la meilleure joueuse de la saison avec 206 points contre 372 à la lauréate Breanna Stewart et 231 à Liz Cambage. Elle est élue pour la troisième fois dans le meilleur cinq de la WNBA et conduit les Mystics à leurs premières finales WNBA.

#### Titre de championne WNBA et MVP (2019)
Au cours de la saison 2019, Delle Donne a été sélectionnée pour le all star game de la WNBA, ce qui en fait sa 6e apparition all star et elle est également nommée capitaine d'équipe après avoir reçu le deuxième meilleur résultat des votes parmi les joueuses de la ligue. Le 30 juillet 2019, Delle Donne a marqué 33 points, son meilleur total sur un match de la saison, lors d'une victoire de 99 à 93 contre le Phoenix Mercury. À la fin de la saison et avec l'aide du retour d'Emma Meesseman, les Mystics ont terminé en première position de la ligue avec un bilan de 26 victoires pour 8 défaites, se qualifiant directement pour les demi-finales. En demi-finale, les Mystics ont battu les Las Vegas Aces 3-1 et se sont qualifiés pour la finale de la WNBA pour la deuxième année consécutive, ce qui en fait également la troisième apparition de Delle Donne en finale. Pendant la finale, Delle Donne a lutté contre une blessure, avec une avance de 1-0 dans la série face au Mystics. Elle a quitté le match 2 avec des spasmes au dos dans lesquels les Mystics ont perdu, égalant la série 1-1. Cependant, elle a continué à jouer malgré les blessures pour le reste de la série et a aidé les Mystics à remporter le championnat WNBA après avoir battu le Sun du Connecticut en cinq matchs, ce qui a valu à Delle Donne de remporter son premier championnat WNBA.
Pendant les Playoffs, il a été annoncé que Delle Donne avait remporté le prix MVP, ce qui en faisait son deuxième titre de MVP en carrière. Elle a également fait partie de la première équipe All-WNBA et a terminé la saison régulière avec un nouveau pourcentage de buts sur le terrain, un sommet en carrière. Delle Donne est également devenue la première femme à rejoindre le prestigieux club 50-40-90 (50% de buts sur le terrain, 40% de tir à 3 points et 90% de lancers francs sur une seule saison), marquant de grands tireurs polyvalents. Seuls neuf hommes avaient auparavant réalisé l'exploit lors d'une saison NBA : Larry Bird (deux fois de suite), Steve Nash (quatre fois en cinq saisons), Kevin Durant (deux fois), Stephen Curry, Reggie Miller, Dirk Nowitzki, Mark Price, Malcolm Brogdon et Kyrie Irving.

#### Retour après deux ans d’absence (2020-2022)
Elle ne dispute pas la saison WNBA 2020.

### Carrière en sélection nationale
Elle est retenue dans la présélection pour le championnat du monde 2014, mais elle doit déclarer forfait ayant souffert du dos lors des Finales WNBA.
Elle fait partie des douze sélectionnées pour le tournoi olympique de 2016.
Elle est membre de la sélection américaine qui remporte la Coupe du monde 2018 en enchaînant six rencontres sans défaite en Espagne.

## Vie personnelle et personnalité
En août 2016, elle révèle sa relation avec Amanda Clifton dans le magazine Vogue, et l'épouse en novembre 2017.

### Maladie de Lyme
En sophomore, elle réussit 52 lancers francs consécutifs pour une moyenne sur l'année de 94,4 % (166/177) et marque 557 points (25,3 points) en seulement 22 rencontres à cause de séquelles d'une maladie de Lyme. En senior, elle manque de nouveau des rencontres à cause de la Maladie de Lyme.
En septembre 2015, elle reçoit pour la seconde fois consécutive le Dawn Staley Community Leadership Award qui récompense son engagement citoyen sur l'année 2014. Le trophée récompense une joueuse dont le dévouement inspire la communauté et reflète l'inspiration de Dawn Staley. Elle accomplit de nombreuses actions de charité, notamment en faveur des enfants handicapés ou hospitalisés ainsi que pour mieux faire connaître la maladie de Lyme, dont elle souffre elle-même. Elle a contacté cette affection en 2008 alors mal diagnostiquée quand elle souffre d'extrême fatigue dès 2010. Si elle ne manque aucune rencontre de saison régulière en 2015, elle indique que « cette saison, j'ai bien joué et été plutôt en bonne santé, donc les gens pensent que la maladie est passée, mais c'est quelque chose que je combats chaque jour » notamment avec un régime diététique adapté ou des massages spécifiques. « Je crois que cela surprend beaucoup de gens que j'aie une maladie chronique et que je puisse être une sportive professionnelle ».
En septembre 2016, son nom est cité à la suite d'un piratage de données de l'Agence mondiale antidopage. Ce collectif anonyme Fancy Bear suspecté d'être proche des services secrets russes révèle des données médicales telles que les substances interdites autorisées sur prescriptions médicales pour certains athlètes. Diverses prescriptions médicales ont été autorisées pour Elena Delle Donne dont la prise de cortisol et d'adderall.

## Statistiques

### États-Unis

#### Université
| Gras/Meilleures performances | [ 65 ] |

| Saison                    | Équipe                         | Matchs | Titul. | Min./m | % Tir | % 3pts | % LF | Rbds/m. | Pass/m. | Int/m. | Ctr/m. | Pts/m. |
| ------------------------- | ------------------------------ | ------ | ------ | ------ | ----- | ------ | ---- | ------- | ------- | ------ | ------ | ------ |
| 02009-2010                | Fightin' Blue Hens du Delaware | 29     | 28     | 37,5   | 47,7  | 41,3   | 89,8 | 8,8     | 1,9     | 1,3    | 2,1    | 26,7   |
| 02010-2011                | Fightin' Blue Hens du Delaware | 22     | 21     | 35,6   | 41,9  | 35,0   | 94,4 | 7,8     | 1,8     | 1,0    | 2,6    | 25,3   |
| 02011-2012                | Fightin' Blue Hens du Delaware | 33     | 32     | 33,8   | 52,0  | 41,3   | 88,9 | 10,3    | 2,3     | 1,2    | 2,6    | 28,1   |
| 02012-2013                | Fightin' Blue Hens du Delaware | 30     | 30     | 33,0   | 48,7  | 45,2   | 92,1 | 8,5     | 1,9     | 0,9    | 2,3    | 26,0   |
| Total : moyenne par match | Total : moyenne par match      |        |        | 34,9   | 48,1  | 40,9   | 91,0 | 8,9     | 2,0     | 1,1    | 2,4    | 26,7   |
| Totaux                    | Totaux                         | 114    | 111    | 3 974  | 1 030 | 206    | 773  | 1 020   | 227     | 125    | 273    |        |

#### WNBA
Saison régulière
| MVP de la saison | Recrue/rookie de la saison | Champion WNBA | Leader de la ligue | Gras/Meilleures performances | [ 66 ] |

| Saison        | Équipe        | Matchs | Titul. | Min./m | % Tir | % 3pts | % LF | Rbds/m. | Pass/m. | Int/m. | Ctr/m. | Pts/m. |
| ------------- | ------------- | ------ | ------ | ------ | ----- | ------ | ---- | ------- | ------- | ------ | ------ | ------ |
| 2013          | Chicago       | 30     | 30     | 31,4   | 42,6  | 43,8   | 92,9 | 5,6     | 1,8     | 0,7    | 1,8    | 18,1   |
| 2014          | Chicago       | 16     | 9      | 25,5   | 42,9  | 36,4   | 93,3 | 4,0     | 1,1     | 0,6    | 1,5    | 17,9   |
| 2015          | Chicago       | 31     | 31     | 33,3   | 46,0  | 31,3   | 95,0 | 8,4     | 1,4     | 1,1    | 2,0    | 23,4   |
| 2016          | Chicago       | 28     | 28     | 33,1   | 48,5  | 42,6   | 93,5 | 7,0     | 1,9     | 0,6    | 1,5    | 21,5   |
| 2017          | Washington    | 25     | 25     | 30,3   | 49,4  | 38,8   | 95,3 | 6,8     | 1,6     | 0,8    | 1,4    | 19,7   |
| 2018          | Washington    | 29     | 29     | 32,2   | 48,8  | 40,5   | 88,7 | 7,2     | 2,3     | 0,9    | 1,4    | 20,7   |
| 2019          | Washington    | 31     | 31     | 29,1   | 51,5  | 43,0   | 97,4 | 8,2     | 2,2     | 0,6    | 1,3    | 19,5   |
| 2021          | Washington    | 3      | 3      | 17,3   | 48,1  | 60,0   | 100  | 4,3     | 0,7     | 0,0    | 0,3    | 13,7   |
| 2022          | Washington    | 25     | 25     | 27,8   | 48,0  | 36,8   | 91,3 | 6,3     | 2,3     | 0,5    | 1,1    | 17,2   |
| Total         | Total         | 218    | 211    | 30,5   | 47,4  | 39,2   | 93,7 | 6,8     | 1,8     | 0,7    | 1,5    | 19,8   |
| All-Star Game | All-Star Game | 6      | 3      | 19,6   | 41,8  | 24,4   | 100  | 6,3     | 4,0     | 0,3    | 1,0    | 9,3    |

Playoffs
| Champion WNBA | Leader de la ligue | Gras/Meilleures performances | [ 66 ] |

| Saison | Équipe     | Matchs | Titul. | Min./m | % Tir | % 3pts | % LF | Rbds/m. | Pass/m. | Int/m. | Ctr/m. | Pts/m. |
| ------ | ---------- | ------ | ------ | ------ | ----- | ------ | ---- | ------- | ------- | ------ | ------ | ------ |
| 2013   | Chicago    | 2      | 2      | 32,0   | 38,1  | 0,0    | 100  | 3,5     | 2,0     | 0,5    | 2,0    | 15,0   |
| 2014   | Chicago    | 9      | 9      | 31,0   | 48,2  | 37,9   | 91,9 | 3,3     | 1,6     | 0,3    | 1,6    | 16,8   |
| 2015   | Chicago    | 3      | 3      | 36,3   | 50,0  | 43,8   | 100  | 6,3     | 2,0     | 0,7    | 1,0    | 21,7   |
| 2017   | Washington | 5      | 5      | 34,8   | 44,9  | 44,4   | 95,7 | 8,0     | 2,0     | 0,0    | 0,8    | 20,0   |
| 2018   | Washington | 8      | 8      | 34,5   | 45,3  | 34,6   | 100  | 9,5     | 2,9     | 0,6    | 0,9    | 19,6   |
| 2019   | Washington | 9      | 9      | 30,2   | 50,4  | 39,4   | 88,5 | 6,6     | 2,0     | 0,9    | 1,6    | 16,9   |
| 2022   | Washington | 2      | 2      | 33,0   | 51,6  | 11,1   | 100  | 2,5     | 5,0     | 0,5    | 1,0    | 19,0   |
| Total  | Total      | 38     | 38     | 32,6   | 47,4  | 36,6   | 95,3 | 6,2     | 2,2     | 0,5    | 1,3    | 18,2   |

## Palmarès et distinctions

### Palmarès

#### En sélection nationale
- Médaille d'or au Mondial Universitaires de 2011 en Chine[18]
- Médaille d'or aux Jeux olympiques de 2016 à Rio de Janeiro[67]
- Médaille d’or de la Coupe du monde 2018[58]

#### En WNBA
- Championne WNBA 2019

### Distinctions individuelles

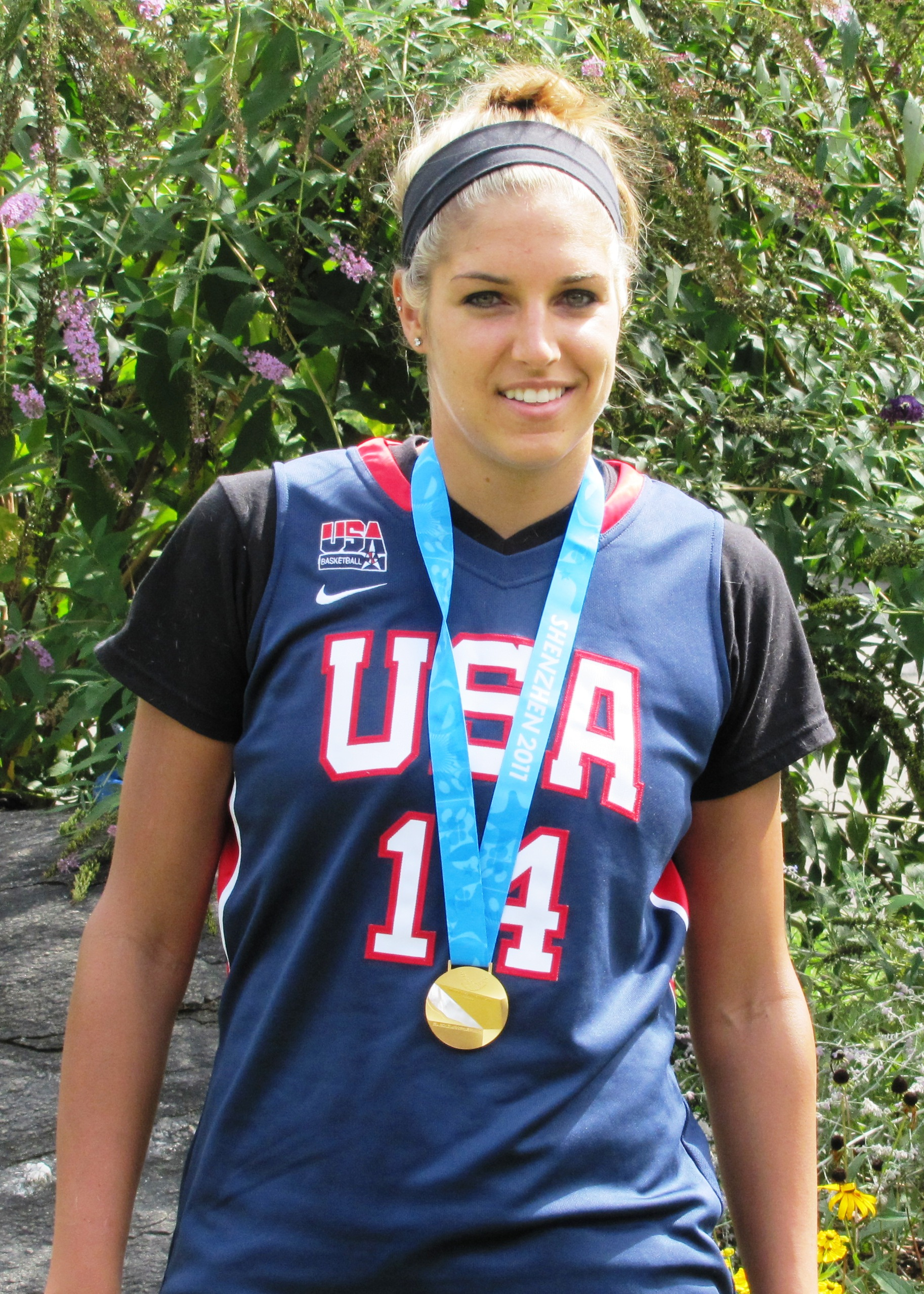
Avec la médaille d'or gagnée en Chine en 2011.

#### WNBA
- 2x MVP en 2015 et 2019[37]
- WNBA Rookie of the Year en 2013
- 6 Sélection au WNBA All-Star Game 2013 (blessée), 2014 (malade)[68], 2015[69], 2017 (blessée)[70], 2018[71] et 2019[72].
- 4x All-WNBA Team First Team en 2015[73], 2016[74], 2018[49] et 2019
- All-WNBA Team Second Team en 2013
- WNBA All-Rookie Team en 2013
- Dawn Staley Community Leadership Award en 2014 et 2015[62]

#### Université
- Associated Press All-America honorable mention (2011)[17]
- All-Colonial Athletic Association first team (2010, 2011)[17]
- CAA All-Tournament Team (2010, 2011)[17]
- CAA All-Defensive Team (2010)[17]
- CAA All-Rookie Team (2010)[17]

#### Lycée
- McDonald's All-American Team (2008)[75]
- USA Today National Player of the Year (2008)[75]
- Naismith Prep Player of the Year (2008)[75]
- Gatorade National Player of the Year (2008)[75]
- EA SPORTS Player of the Year (2008)
- Third Team, All-America, Parade Magazine, (2007)
- Gatorade State Player of the Year (2007)
- Slam Magazine All-American First Team (2006)[75]
- Women's Basketball Magazine All-American First Team (2006)
- Parade All American First Team (2006)[75]
- Sports Illustrated All-American Second Team (2006)[75]
- EA Sports All-American (2006)[75]
- USA Today All-American Third Team (2006)[75]
- Gatorade State Player of the Year (2006)[75]
- All-State First Team (2006)[75]
- EA Sports All-America (2005)[75]
- Gatorade Delaware Player of the Year (2005)
- Street & Smith All-American Third Team (2005)[75]
- All-State First Team (2005)[75]
- USA Today Freshman All-America, 2004
- Nike All-America Camp (2004)
- All-State First Team (2004)[75]
- USA Today First Team All-America (2008)

## Pour approfondir